# Clef (musique)
Pour les articles homonymes, voir Clef.
 (mars 2021).
Si vous disposez d'ouvrages ou d'articles de référence ou si vous connaissez des sites web de qualité traitant du thème abordé ici, merci de compléter l'article en donnant les références utiles à sa vérifiabilité et en les liant à la section « Notes et références ».
Dans la notation musicale, une clef, ou clé, est un signe graphique placé au début de la portée qui indique la hauteur des notes associée à chaque ligne.
La clef se trouve nécessairement au début de toute portée, mais peut aussi se rencontrer plus loin pour indiquer un changement de clef.

## Les trois figures de clefs
Il existe trois figures de clefs : 

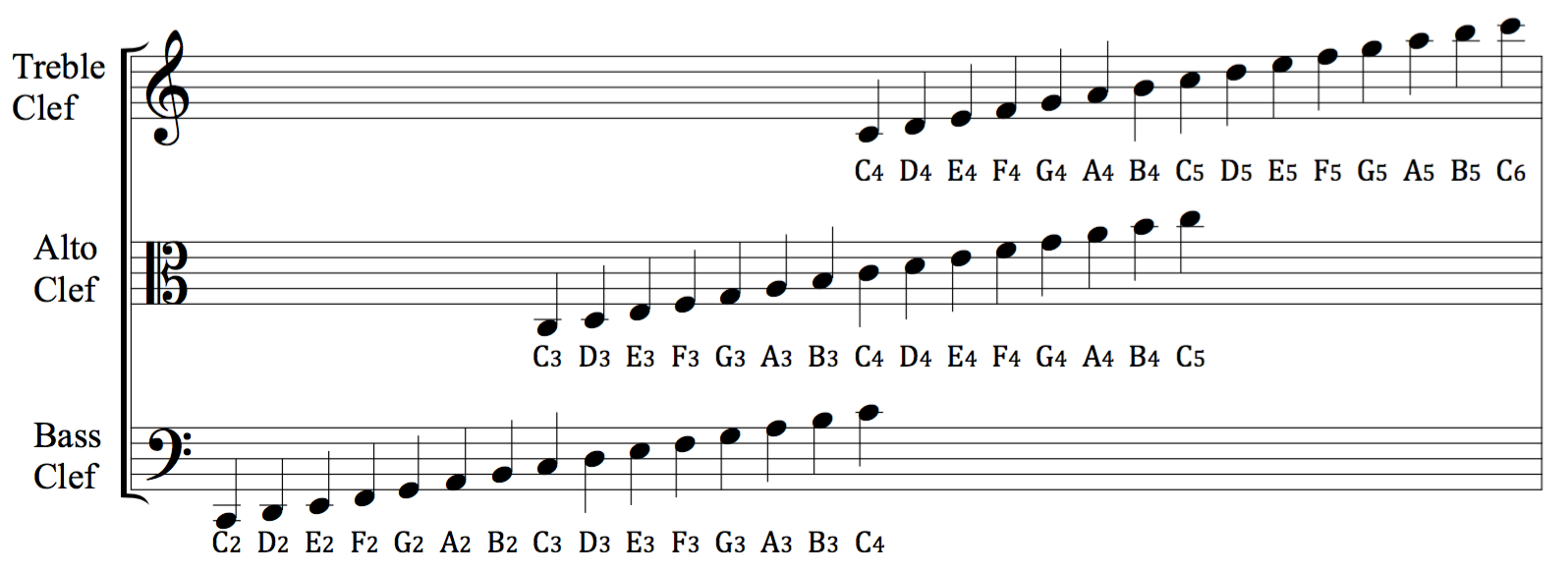
Clés de sol 2^{e}, d'ut 3^{e} et de fa 4^{e} avec les notes de musique identiques alignées verticalement
Notation américaine / notation française : Clés : G_{4} = sol^{3} ; C_{4} = do^{3} ; F_{3} = fa^{2} ; Gammes : C_{2} = do^{1} ; C_{3} = do^{2} ; C_{4} = do^{3}

- la clef de sol , qui indique sol3, proche du la du diapason, et qui concerne les sons aigus,
- la clef d’ut , qui indique do3 — ut est l’ancien nom de la note do — et qui concerne les sons du médium,
- la clef de fa , qui indique fa2 et qui concerne les sons graves.

Clef de sol
Clef d'ut
Clef de fa

Le dessin des clefs est dérivé (stylisation et enluminure) des lettres G (pour sol), C (pour do ou ut) et F (pour fa), que l’on avait pris l’habitude de placer sur une ligne de la portée primitive — au XIe siècle — afin d’attacher une hauteur relative à la ligne en question. Les copistes ont ensuite progressivement transformé l’aspect de ces lettres jusqu’à aboutir au graphisme des clefs actuelles. Cette disposition, qui est en fait à l’origine de l’invention de la portée, est attribuée au moine italien Guido d'Arezzo.

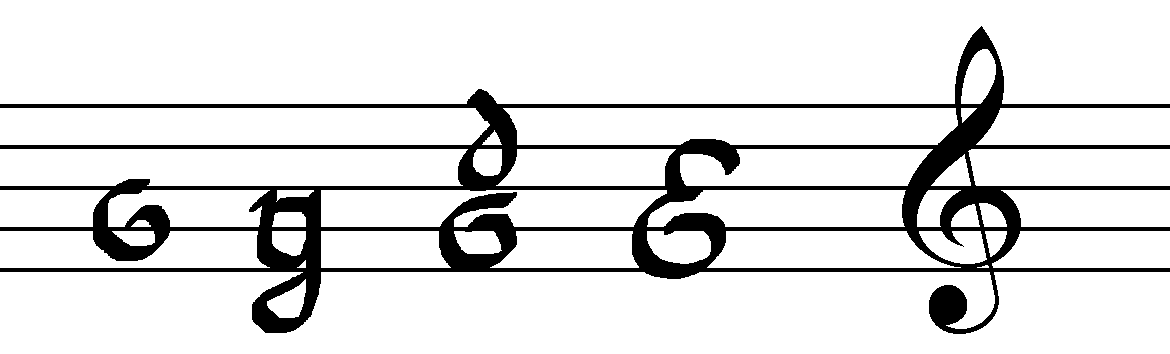
Premières formes de la clé de sol.
La troisième combine verticalement les lettres « G » (au niveau de G4, sol^{3}) et « D » (au niveau de D5, ré^{4}.)

## Les sept clefs principales
Chaque figure de clef pouvant, en principe, se fixer sur n’importe quelle ligne de la portée, on devrait disposer d’un total de quinze clefs : cinq clefs de sol (une par ligne), cinq clefs d'ut (une par ligne) et cinq clefs de fa (une par ligne). Cependant, la pratique a seulement conservé sept clefs (autant que le nombre de notes, on verra pourquoi) : une clef de sol, quatre clefs d'ut et deux clefs de fa. Les sept clefs qui ont été conservées ont été judicieusement choisies pour que l'on puisse affecter, à chaque position d'une note sur la portée, le nom de chacune des sept notes, selon la clef utilisée (voir, plus loin, la même figure de note, placée sur la première ligne de la portée, et qui prend, tour à tour, le nom de chacune des sept notes, en fonction de la clef utilisée).
N.B. Dans les portées ci-dessous, les symboles formés de deux barres verticales entre les deuxième et quatrième ligne indiquent que le symbole des clefs correspondantes n'existe pas car elles ne furent jamais utilisées (c'est le cas de trois clefs de sol : 5e, 4e et 3e et de deux clefs de fa : 2e et 1re). Elles sont de couleur grisée.
Trois autres clés, qui avaient leur propre symbole, sont également de couleur grisée. C'est parce qu'après avoir été brièvement utilisées, elles furent finalement abandonnées : sol 1re, ut 5e et fa 5e.
Les sept clefs finalement conservées (une clef de sol, quatre clefs d'ut et deux clefs de fa) sont celles figurant en noir dans les trois portées ci-dessous.
Bien que dix clefs aient été retenues au départ, trois ont été abandonnées car certaines équivalences entre elles ont été constatées : les clefs d'ut 5e et de fa 3e (ainsi que les clefs d'ut 1re et de sol 3e), et avec une différence de deux octaves justes les clefs de fa 4e et de sol 1re ainsi que les clefs de fa 5e et de sol 2e. Cela a amené à n'utiliser que sept clefs principales, rejetant ut 5e, fa 5e et sol 1re. Ce n’est pas par hasard que le nombre réel de clefs correspond au nombre de notes. En effet, ces sept clefs permettent l’affectation de n'importe quel nom de note à n’importe quel emplacement sur la portée — ligne ou interligne.
Ainsi, par exemple, la figure de note placée sur la première ligne peut prendre n’importe quel nom selon la clef utilisée :

En ramenant ces clefs dans l'ordre ascendant on voit qu'elles montent de tierce en tierce sur deux octaves comme cela est indiqué dans le premier schéma : clef de fa 4e (sol1), clef de fa 3e (si1), clef d'ut 4e (ré2), clef d'ut 3e (fa2), clef d'ut 2e (la2), clef d'ut 1ère (do3), clef de sol 2e (mi3).
On peut utiliser ces différentes clefs pour transposer une partition. Ainsi, pour jouer une tierce mineure plus haut une partie écrite en clef de sol — do doit devenir mi bémol ; ré, fa ; mi, sol ; etc. — il suffit de changer la clef de sol en clef de fa deux octaves au-dessus. C’est ainsi que sol deviendra si bémol ; la, do ; si, ré ; etc. Il faudra aussi changer l’armure, ainsi que certaines altérations accidentelles — dièses, bémols, bécarres — ce qui est une autre histoire. Dans cet exemple il y a trois altérations de différence sur l'armure soit sous forme de bémol en plus soit de dièse en moins suivant la tonalité de départ.
Ce système de « transposition par les clefs » n’est pas connu par les musiciens de tous les pays, et semble lié à une certaine tradition solfégique française. Par ailleurs, il a l’inconvénient de ne pas toujours indiquer la bonne octave des sons réels. Ce procédé est un détournement du sens historique de ces différentes clefs, dont l’existence n'était pas nécessitée par la transposition mais par la volonté d’éviter les lignes supplémentaires.

## Rôles
Chaque instrument ou chaque voix ayant son ambitus particulier — son étendue propre — le choix de la clef permet d’écrire une partition pour cet instrument ou cette voix, en utilisant au maximum les cinq lignes de la portée, sans avoir à trop multiplier les lignes supplémentaires.

### Affectation traditionnelle
Jusqu’au milieu du XVIIIe siècle les neuf clefs suivantes étaient utilisées en fonction de la hauteur des notes et déterminaient ainsi le type de voix et, par extension, le type d’instrument de destination[source détournée]. Aujourd'hui les anciennes clefs sont beaucoup plus rares et celles de sol 2e et de fa 4e sont prédominantes.
1. La clef de sol 1re
Cette clef est utilisée par le violon dans la musique française du XVIIe siècle. C'est la clef de fa usuelle deux octaves plus haut. Elle est très peu utilisée aujourd'hui.
2. La clef de sol 2e
Affectée aux sons aigus et à la mélodie en général, elle est au contraire celle dont l’usage est le plus répandu. C’est actuellement la clef de toutes les voix, excepté les voix graves masculines. Si elle remplace la clef de fa pour les ténors, elle est une octave au-dessous. Elle est utilisée par de nombreux instruments : violon, flûte, hautbois, clarinette, saxophone, trompette, guitare, ukulélé, main droite de la harpe et des instruments à clavier — piano, orgue, clavecin, etc. — ainsi que par les instruments plus graves dans leur registre le plus aigu (violon alto, violoncelle).
3. La clef d'ut 1re
Jadis utilisée par la voix de mezzo-soprano (voix moyenne des femmes et des enfants), c'était la clef préférée pour la main droite aux claviers à l'époque de J. S. Bach ; elle ne sert désormais qu’à la transposition orchestrale.
4. La clef d'ut 2e
Jadis utilisée par la voix d'alto ou de contralto (voix grave des femmes et des enfants), elle ne sert désormais qu’aux cornistes pour qui elle est de nos jours la clef principale (avec la bien moins courante clé de fa 3e, dans le registre grave), mais aussi pour les transpositions orchestrales.
5. La clef d'ut 3e
Jadis utilisée par la voix de contralto, de haute-contre (ténor léger) et de contreténor, elle est principalement utilisée de nos jours par le violon alto et la viole de gambe. C'est la clef intermédiaire entre la clef de fa et la clef de sol.
6. La clef d'ut 4e
Jadis utilisée par la voix de ténor (voix aiguë des hommes), elle est principalement utilisée de nos jours par le violoncelle, le trombone et le basson, dans leur registre aigu.
7. La clef d'ut 5e = la clef de fa 3e
Jadis utilisée par la voix de baryton (voix moyenne des hommes), elle ne sert désormais qu’à la transposition orchestrale.
8. La clef de fa 4e
Affectée aux instruments graves, elle est presque autant utilisée que la clef de sol 2e. C'est la clef de la voix de basse (voix grave des hommes) et de baryton.
Elle est par ailleurs utilisée par de nombreux instruments graves : instruments à cordes (contrebasse, violoncelle, guitare basse, main gauche de la harpe), à vent (basson, trombone, tuba), ainsi que pour la main gauche des instruments à clavier (piano, orgue, clavecin, accordéon).

Notons enfin une clef de fa 5e, qui fut parfois utilisée au début de la Renaissance (soit dix clefs à cette époque) ; mais, alors que la clef de sol 1re se trouve encore dans de nombreuses partitions du XVIIIe siècle, cette clef de fa 5e fut rapidement abandonnée dans la pratique. Elle produisait les mêmes notes que notre clef de sol courante, deux octaves plus bas.
La connaissance de toutes les clefs n’est indispensable qu’aux musiciens désirant étudier la transposition, l'orchestration, la direction ou la composition, les autres pouvant se contenter de la clef correspondant à leur type de voix ou à leur instrument. Néanmoins, la capacité d'exécuter un solfège dans les quatre clefs principales, soit sol 2e, fa 4e, ut 3e et ut 4e, est un atout dans la poche de n'importe quel musicien. La plupart des écoles de musique enseignent ces quatre clefs.

### Octaviation
Traditionnellement, la notation musicale de certains instruments ou de certaines voix peut décaler la hauteur réelle de la note-repère — et par conséquent, de tout l’ambitus concerné — d’une octave, ou davantage, si nécessaire. Il s'agit d’une octaviation permanente.
Par exemple :
- la partie de flûte à bec soprano ou sopranino ou de piccolo, écrite en clef de sol, doit être jouée une octave au-dessus ;
- la partie de ténor, écrite en clef de sol, doit être chantée une octave au-dessous ;
- la partie de contrebasse ou de guitare basse, écrite en clef de fa 4e, doit être jouée une octave au-dessous ;
- la partie de guitare, écrite en clef de sol, doit être jouée une octave au-dessous.

Dans ce cas, on trouve parfois un « petit huit » collé sous la clef : par exemple, sous la clef de sol pour les parties de ténor.
À l'inverse, pour les voix d'alto on pourrait logiquement envisager la clef de fa octaviée au-dessus qui est seulement une note plus haut que la clef d'ut 3°.
Enfin, de même qu'il existe des partitions qui utilisent la clef de sol octaviée au-dessous pour des voix féminines graves de contralto, il devrait être possible aussi d'écrire la voix de contreténor en clef de fa octaviée au-dessus.

## Autres notations à la clef
Les notes représentées sur la portée ne dépendent pas seulement de la clef placée sur celle-ci ; en effet en fonction de la tonalité désirée, les principales notes de la gamme peuvent être altérées d’un demi-ton. Pour éviter d’avoir à noter systématiquement ces demi-tons alors très fréquents pour la réalisation des accords de notes dans cette gamme, les altérations de demi-tons (dièse, bémol) des notes de la gamme majeure sont alors notées juste dans l’armure (aussi appelée armature) à côté de la clef au début de chaque portée.
L'armure ne comporte normalement aucun bécarre sauf en cas de changement de tonalité au milieu du morceau où des altérations peuvent disparaître. Par exemple si la tonalité passe de ré majeur à fa majeur, fa et do ne sont plus diésés et si devient bémol, par conséquent les bécarres apparaissent pour fa et do mais juste à l'endroit de la modulation pour avertir l'interprète. En général les bécarres n'apparaissent même qu'après la double barre de séparation avant le saut de portée. Les portées suivantes ne réitère donc à la clef que l'armure normale sans les bécarres.
À côté de l'armure, on trouve également la signature rythmique indiquant le nombre de temps dans chaque mesure (et le nombre de notes ou d’accords jouées dans le rythme de base) mais juste une fois en début du morceau sauf en cas de changement au milieu du morceau.

## Représentation informatique
- Unicode : 🎼 U+1f3bc (table des émojis)
- LilyPond : la clef est introduite par la commande \clef

| Clef                  | Notation Lilypond    |
| --------------------- | -------------------- |
| clef de sol 1re ligne | \clef french         |
| clef de sol 2e ligne  | \clef treble \clef G |
| clef de fa 3e ligne   | \clef varbaritone    |
| clef de fa 4e ligne   | \clef bass \clef F   |
| clef d'ut 1re ligne   | \clef soprano        |
| clef d'ut 2e ligne    | \clef mezzosoprano   |
| clef d'ut 3e ligne    | \clef alto \clef C   |
| clef d'ut 4e ligne    | \clef tenor          |